# Salvia aethiopis
Salvia aethiopis L.    är en ört.
Växten ingår i släktet salvior, och familjen kransblommiga växter. 
Inga underarter finns listade i Catalogue of Life.

## Beskrivning
Salvia aetiopis blir 20 – 80 cm hög.
Egentligen är denna växt flerårig, men kan också anses vara apaxant, vilket innebär att sedan den blommat dör den; se nedan, avsnitt Habitat.
Blomningstid maj – juni / juli.
Vid blomningen delar sig stjälken upptill i en pyramidform. Blommorna är vita och 10 – 15 mm stora.
Bladen är en hårig rosett intill marken.
Kromosom-talet är 2n = 22 eller 24.
Betande boskap undviker den, kanske smakar den dem inte så bra.
Extraherat med aceton från rötter har man funnit ett tidigare okänt ämne, som med syftning på växtens namn myntats till aetiopinon C20H24O2, molvikt 296.4 g/mol. Utbytet var 0,15 % från torra rötter.

## Underarter
- Salvia officinalis ssp. minor, Mindre dalmatisk kryddsalvia
- Salvia officinalis ssp. major, Större dalmatisk kryddsalvia
- (Salvia officinalis ssp. purpurea Röd kryddsalvia Finns i Sydamerika. Blir upp till 3 m hög, upp till 10 cm långa blad. Finhåriga, mörklila eller rosa blommor. Ibland betraktad som en egen art.
- Salvia officinalis ssp. lavandulifolia, Spansk kryddsalvia, smalbladig salvia. Ibland betraktad som en egen art.

## Habitat

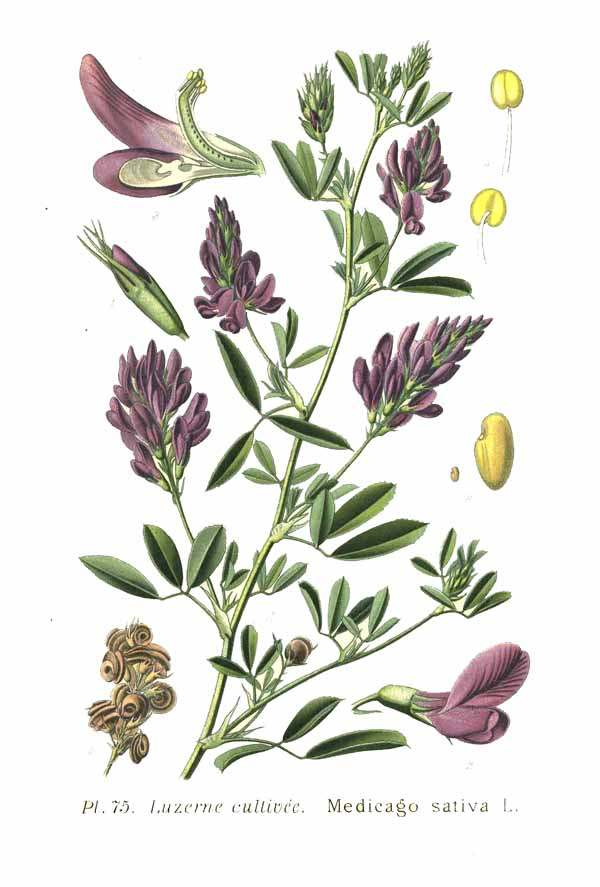
Foderlusern

Ursprunglig utbredning är sydöstra Europa, varifrån den fläckvis spritt sig till Centraleuropa. Andra ursprungsområden är från sydvästra Asien till centrala delar av Asien.
I Italien är denna växt sällsynt, men där den finns håller den sig inom höjderna 100 – 1 000 m ö h.
Salvia aethiopis har introducerats i USA, troligen genom orenhet i importerat frö av foderlusern (Medicago sativa). Där har den med hjälp av sin mekanism att när frökapslarna spricker förs fröna vidare några meter med hjälp av vinden. Detta har skett så effektivt att Salvia aethiopis spridits så starkt, och trängt ut andra växter, att den i USA betraktas som invasiv art.
I USA bekämpar man den biologiskt sedan 1971 med viveln Phrydiuchus tau Warner, 1969. Honorna äter på bladen och lägger ägg på dem, men största angreppet görs av larverna, som äter sig ned mot rotänden. Ofta dör växten, eller att blomningen uteblir det följande året.
Phrydiuchus tau, som sedan länge funnits i flera av  Centraleuropas länder, är nu bofast i stora delar av västra USA.

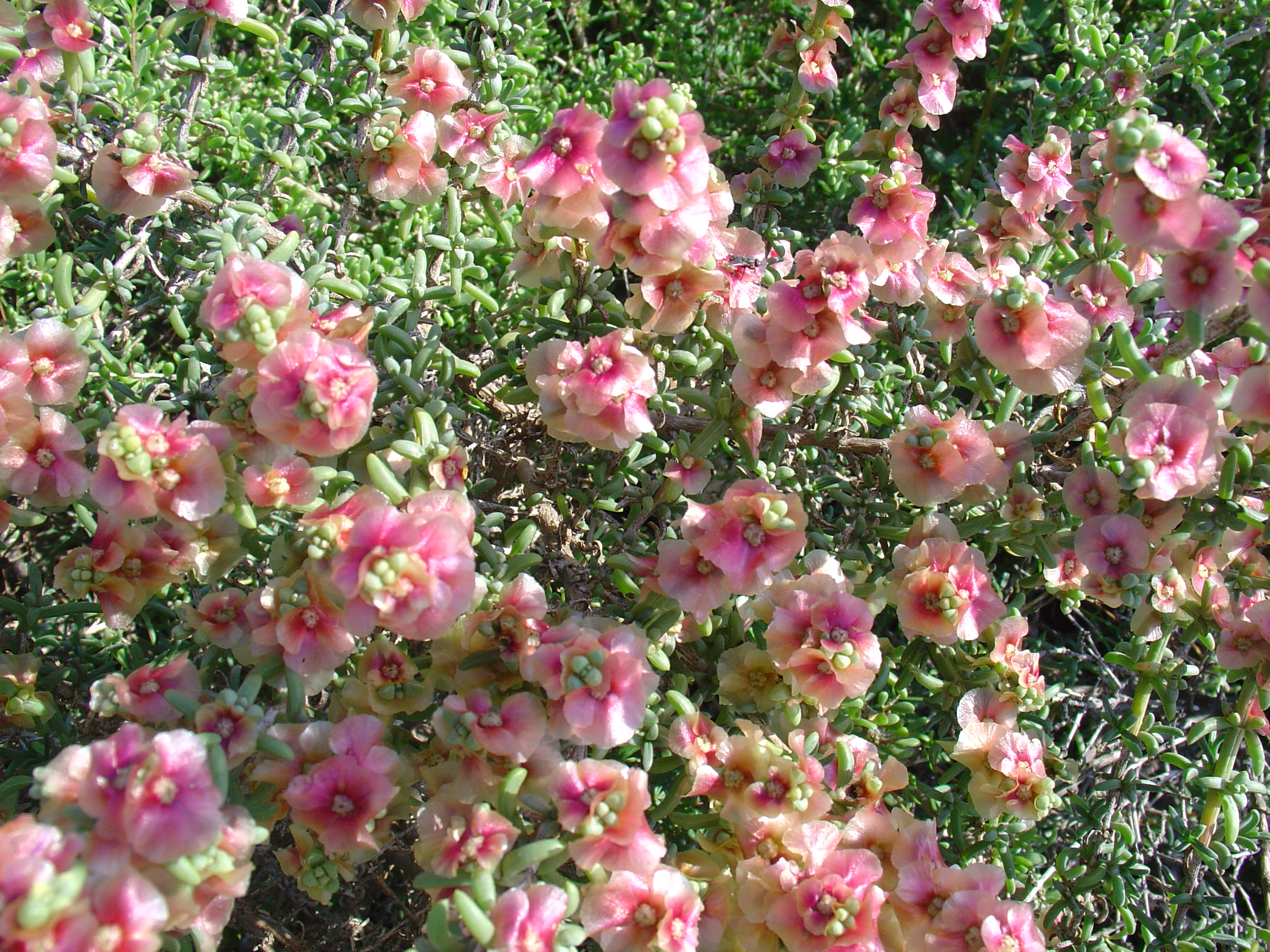
Salsola oppositifolia
Tillhör underfamiljen Sisymbrietalia

## Biotop
Ganska torra ruderatmarker i varma lägen. Ofta i sällskap med växter i underfamiljen Sisymbrietalia.

## Etymologi
- Släktnamnet Salvia kommer av latin salvo = göra frisk, bota. Det syftar på användningen av salvia som medicinalväxt.
- Artepitetet aethiopis betyder från Etiopien med syftning på växtorten.

## Bilder

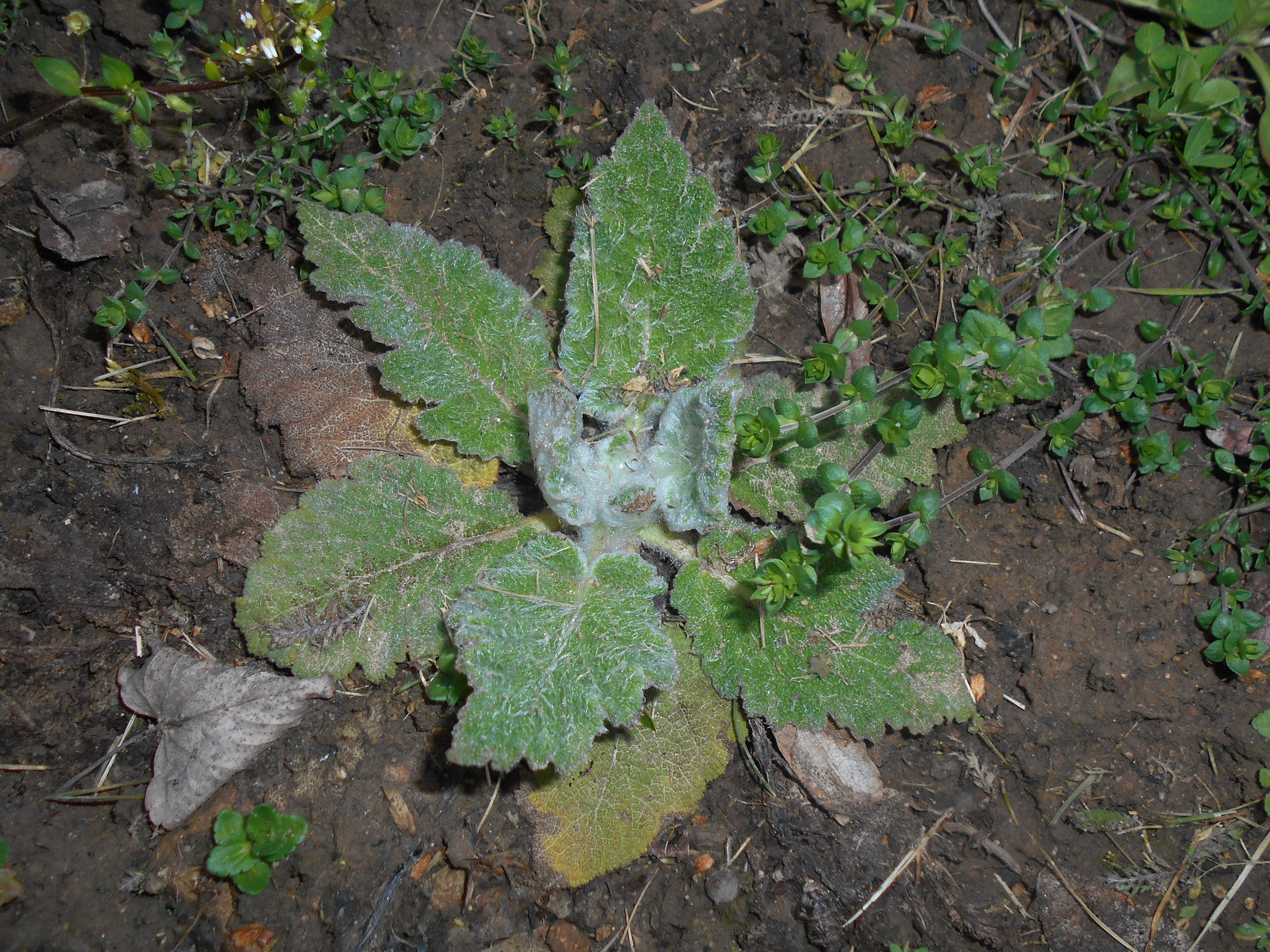
Bladrosett på våren, före blomningen
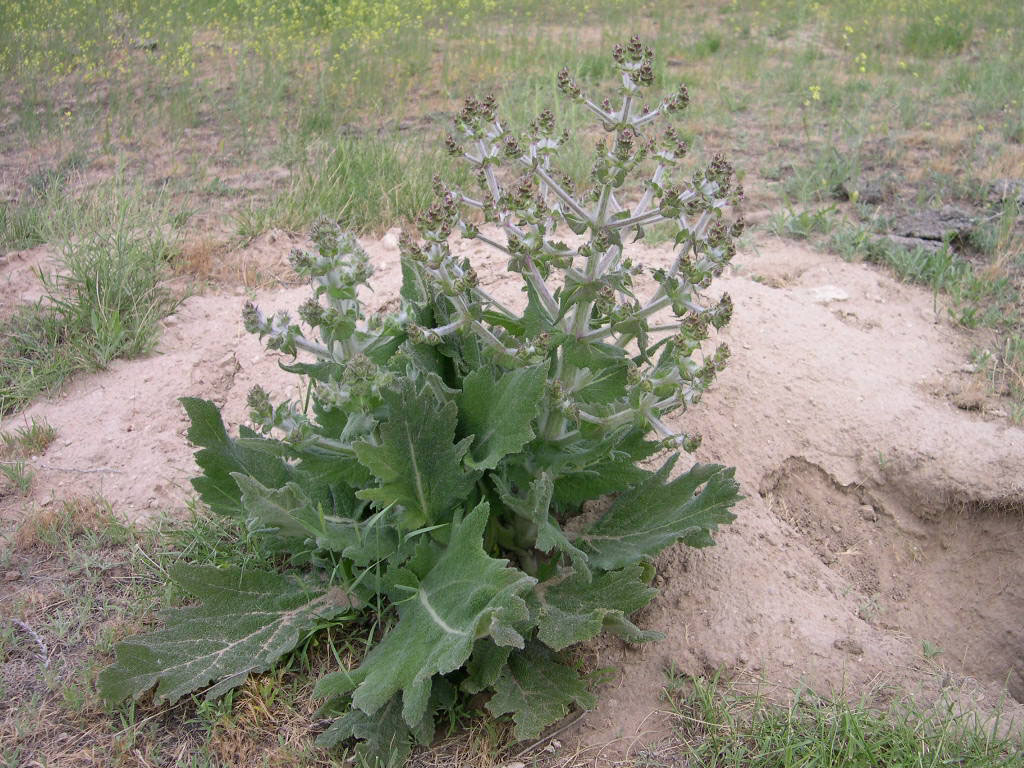
Knoppningstid på ruderatmark
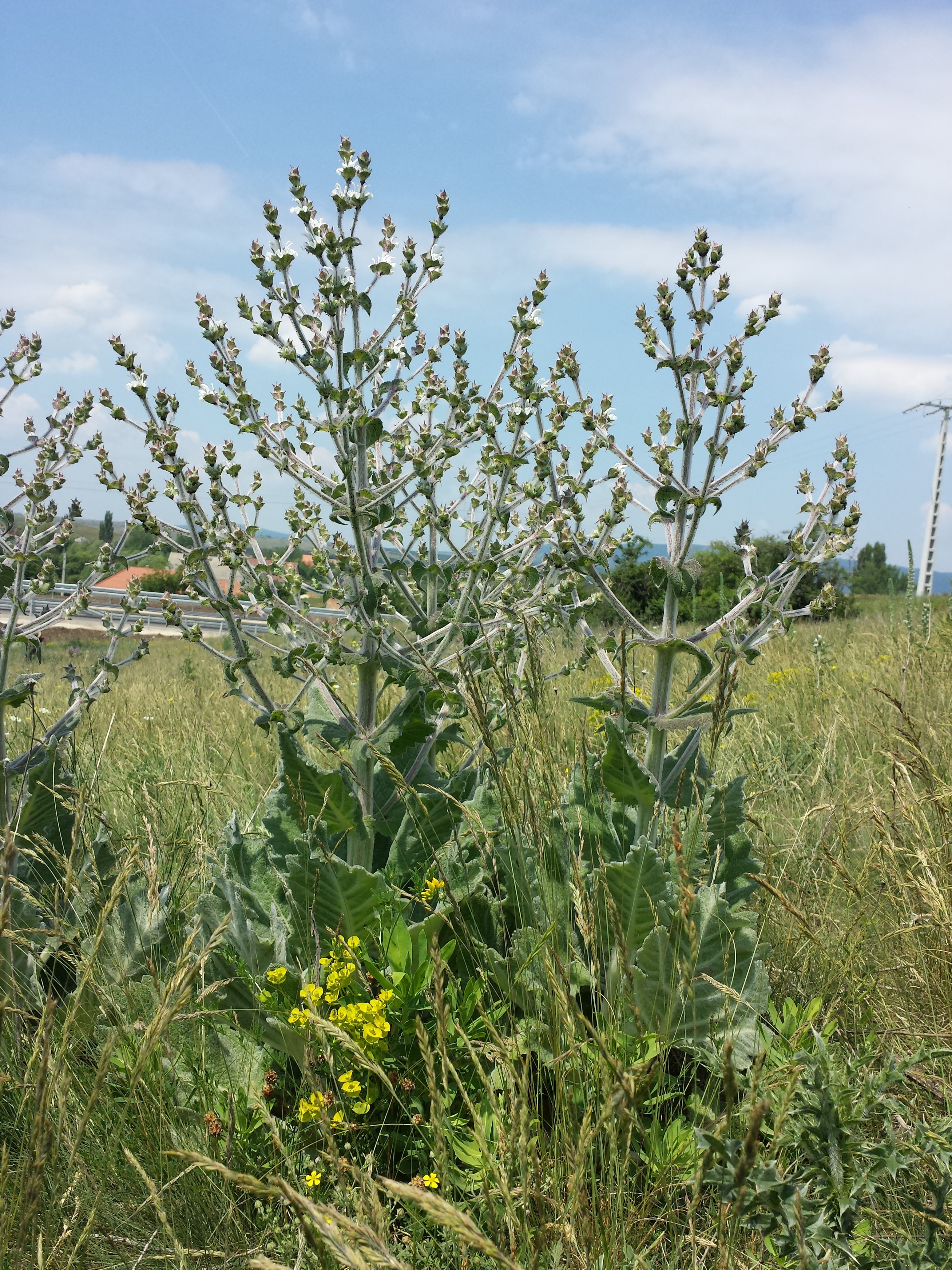
Bladrosett nära marken, blomstjälkarna grenar sig
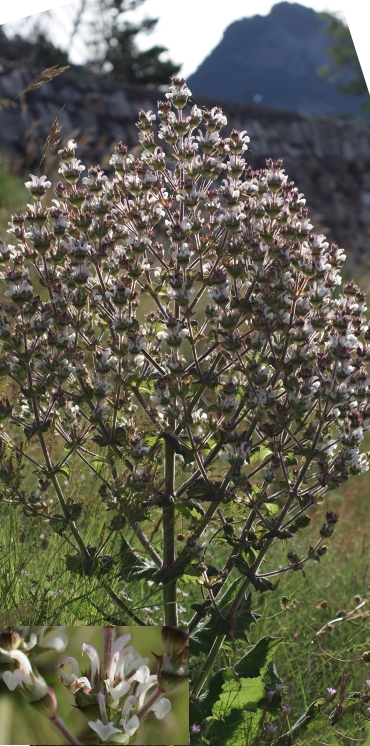
Full blomning. En del blad följer med upp från rosetten
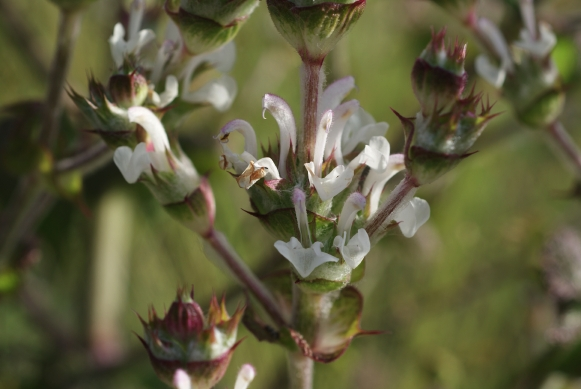
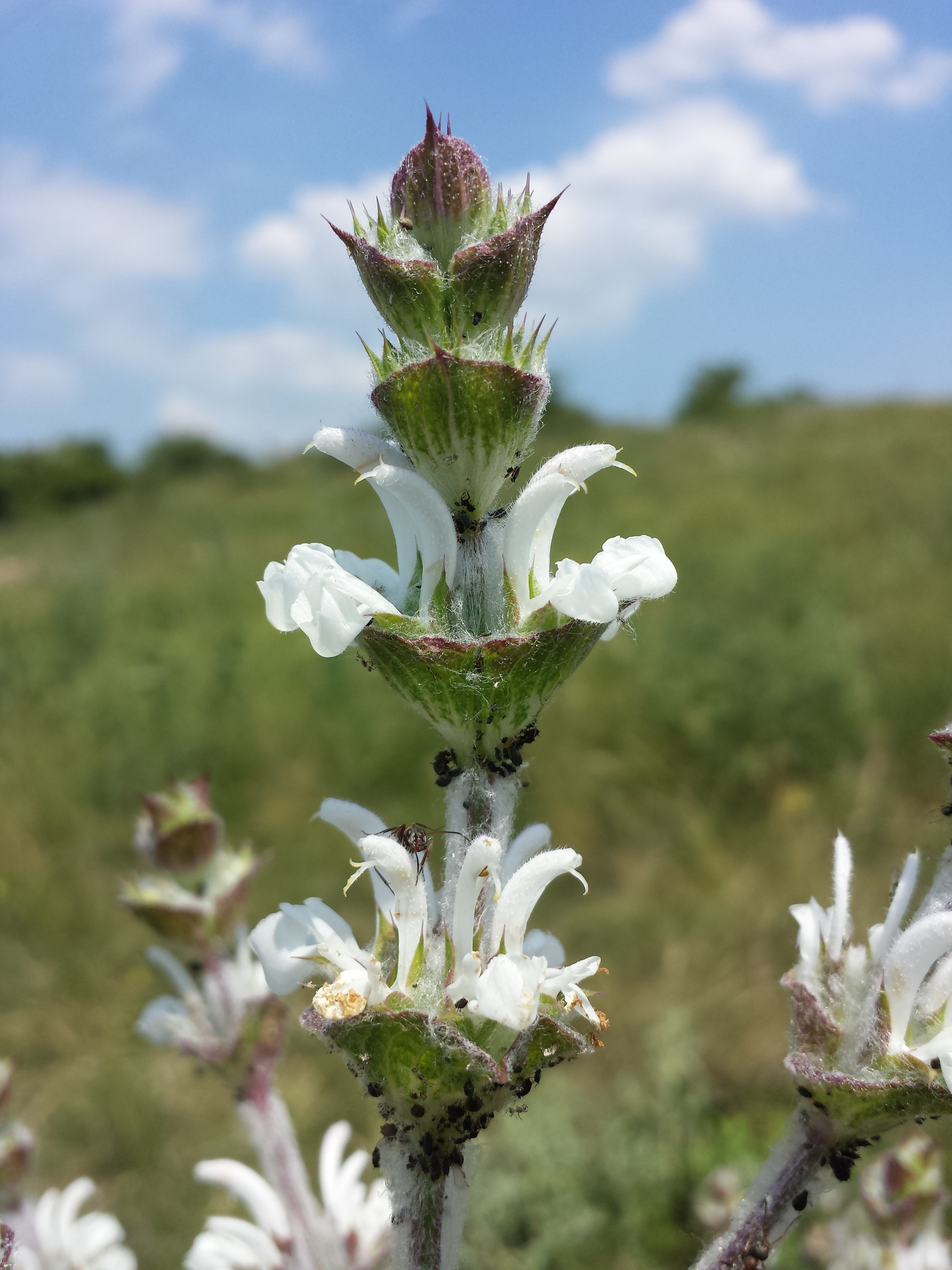
Blommor i pyramidform
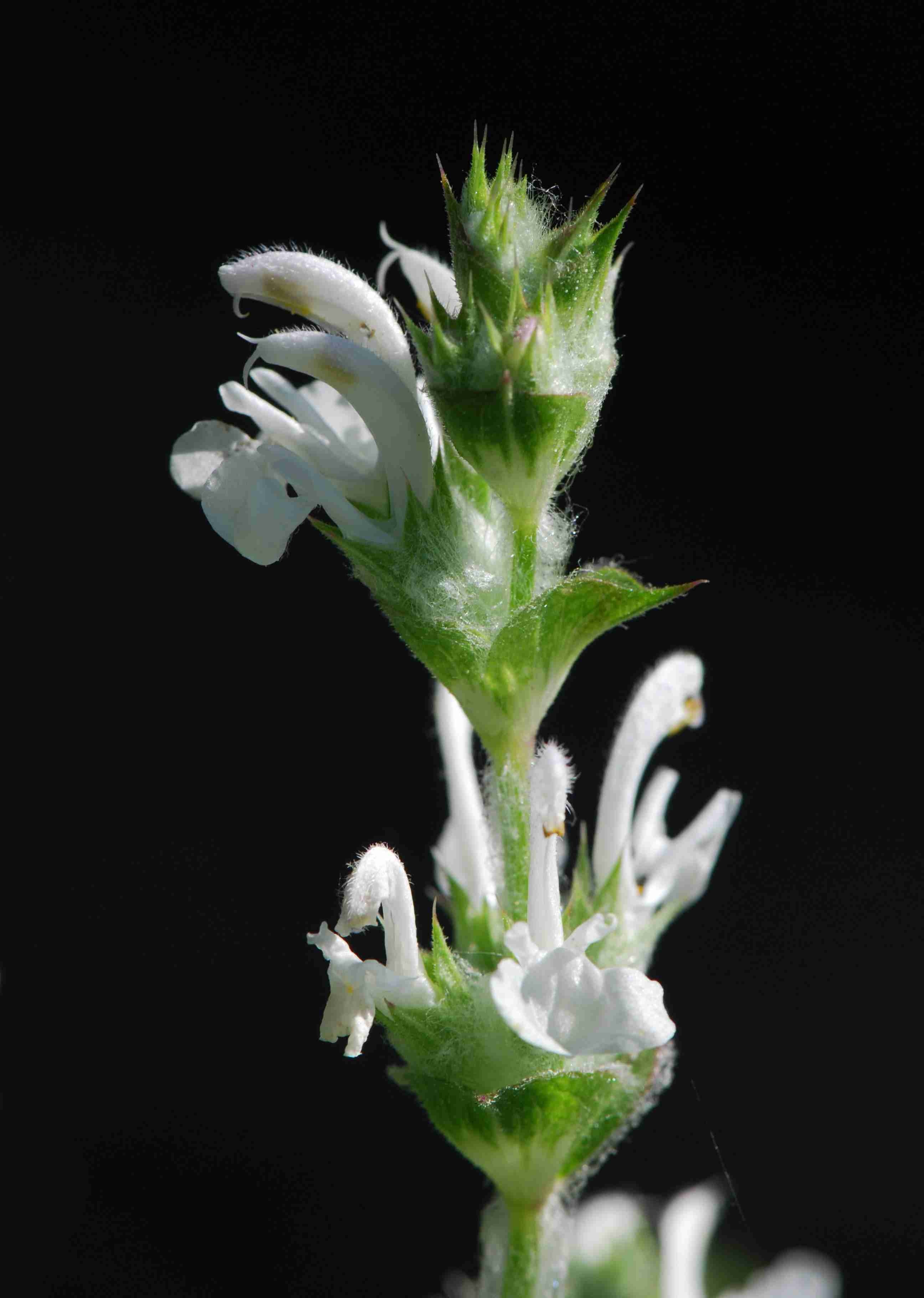
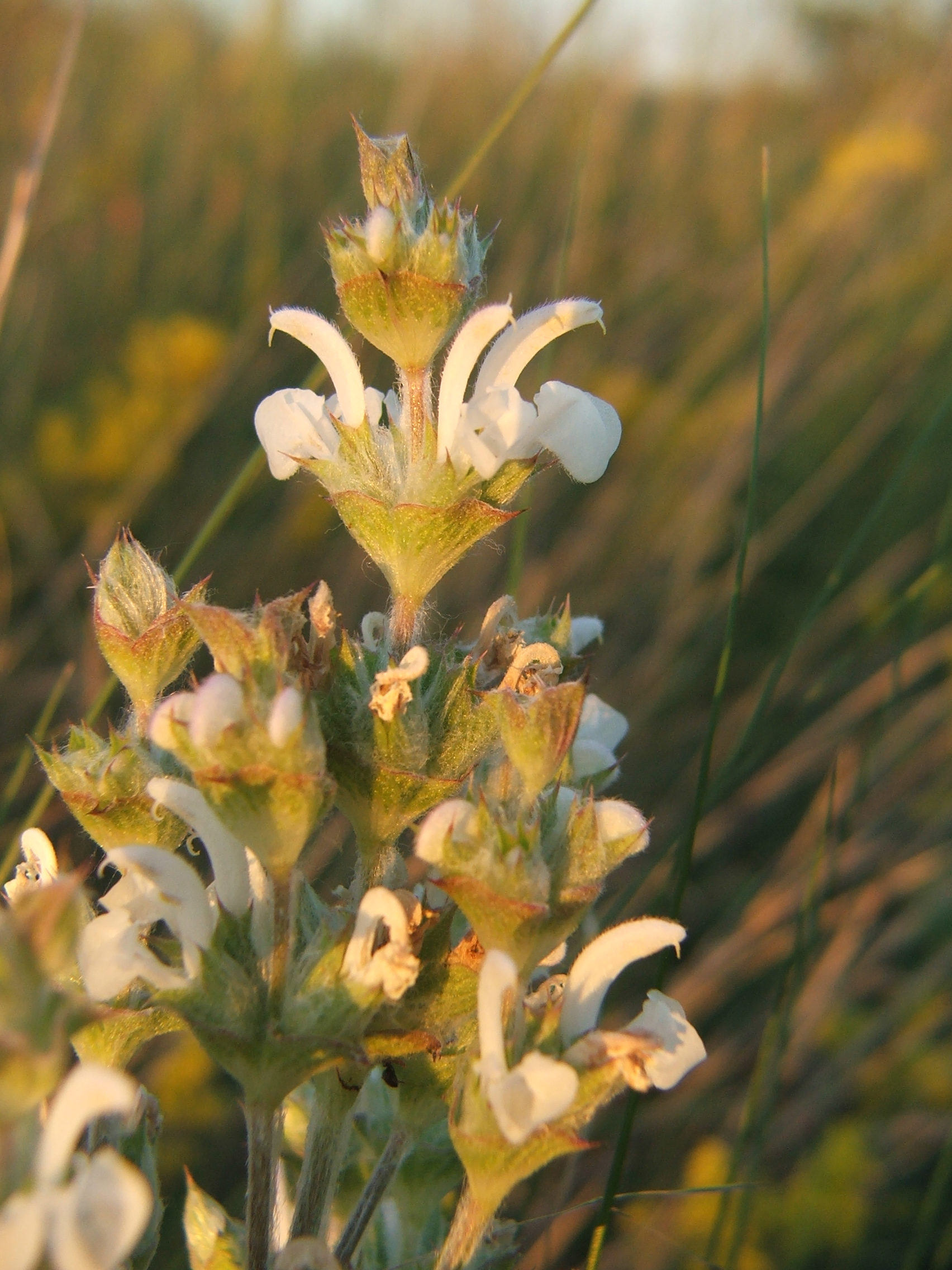
Blommorna är i grunden vita, men skimrar här orangeaktigt i lågt stående sol
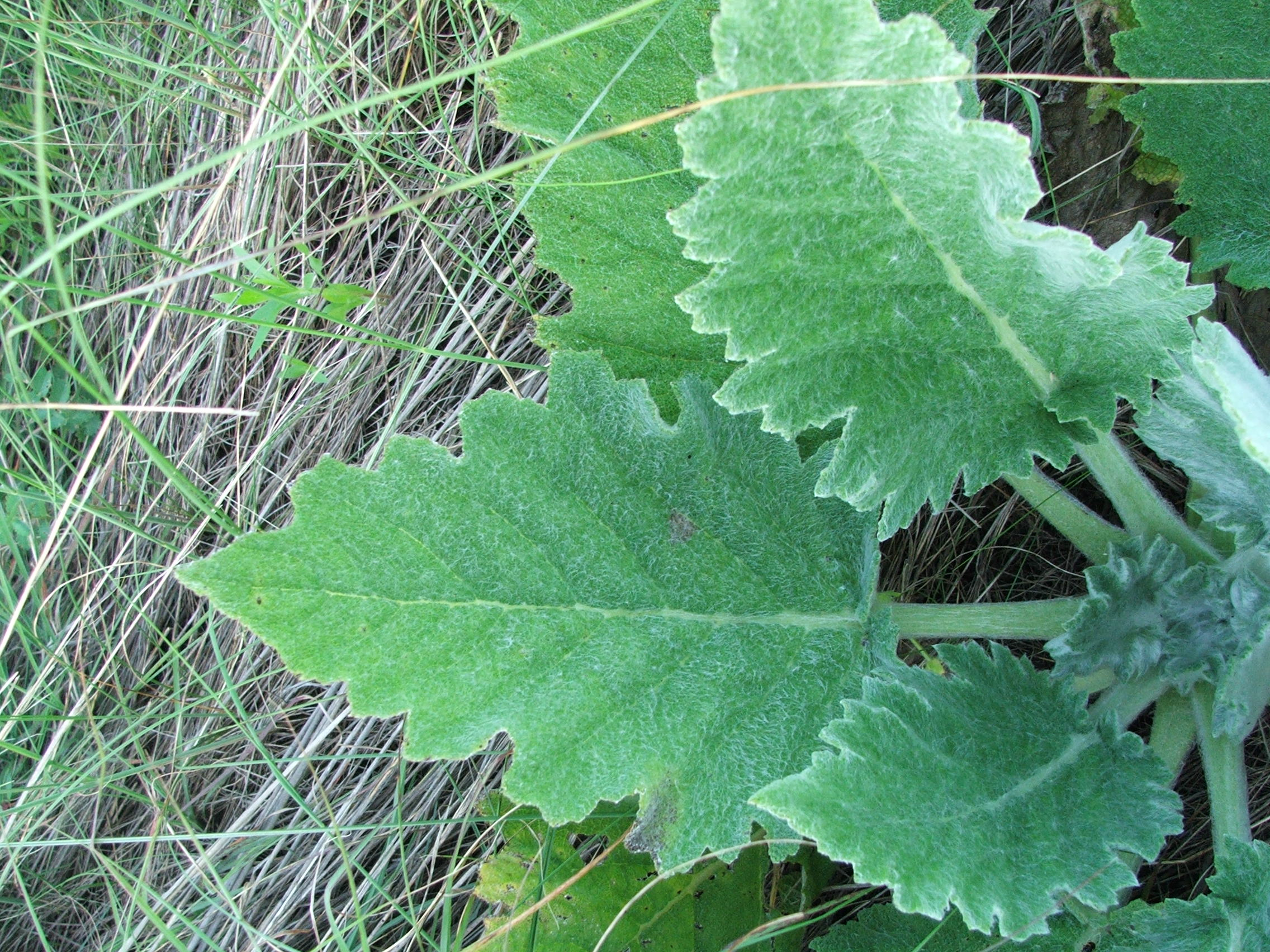
Bladen är naggade i kanten
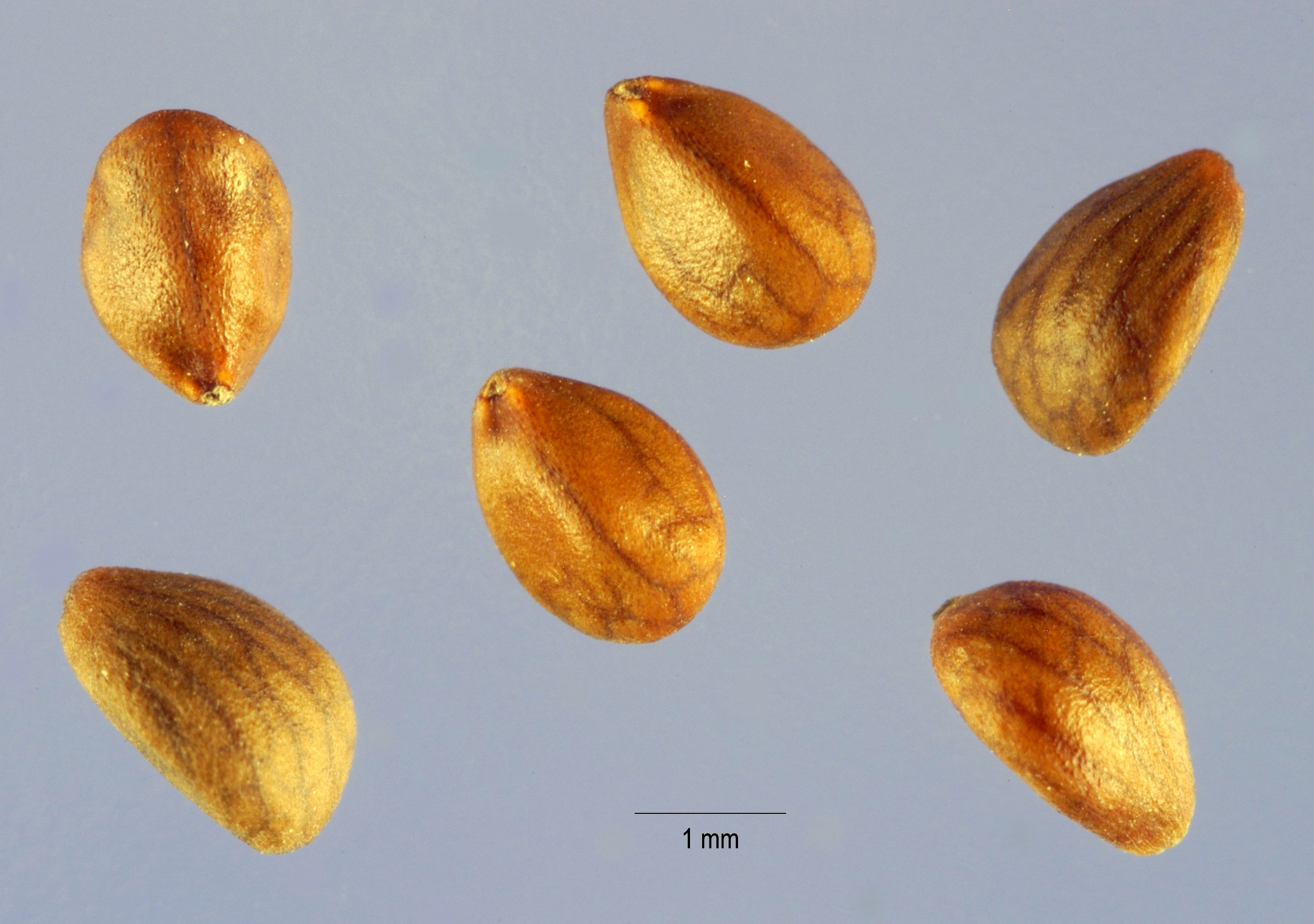
Frön Lägg märke till skalan längst ner, i mitten. Det går 200 frön på 1 gram.